# Grand Prix Kataru Formuły 1
Grand Prix Kataru – eliminacja mistrzostw świata Formuły 1, rozgrywana na torze Losail International Circuit. Pierwszy wyścig pod tą nazwą odbył się w 2021 roku.

## Historia
Pierwotnie kalendarz Formuły 1 na sezon 2021 liczył 23 eliminacje, a rozpoczynało go Grand Prix Australii. Wskutek pandemii COVID-19 runda w Australii została najpierw przesunięta na listopad, a następnie odwołana.
W tych okolicznościach zdecydowano o włączeniu do kalendarza Grand Prix Kataru. Wyścig odbędzie się na torze Losail International Circuit, który od 2004 roku gości motocyklowe Grand Prix Kataru. Aby dostosować tor do standardów Formuły 1, FIA zobligowała organizatorów do modyfikacji alei serwisowej, padoku, krawężników i barier. Wyścig odbędzie się przy sztucznym oświetleniu.
Organizator zawarł z Formułą 1 dziesięcioletnią umowę na rozgrywanie Grand Prix, przy czym w 2022 roku z uwagi na piłkarskie mistrzostwa świata runda nie odbędzie się. Z kolei od 2023 roku runda ma odbyć się na nowym torze.

## Kontrowersje
Po zawarciu umowy na organizację Grand Prix Kataru Amnesty International skrytykowało tę decyzję z uwagi na nieprzestrzeganie w kraju praw człowieka. Rzecznik organizacji powiedział, że Katar, podobnie jak inne kraje Bliskiego Wschodu, uprawia w ten sposób typowy sportswashing, próbując ocieplić swój wizerunek. Organizacja wskazała takie problemy, jak złe traktowanie imigrantów zarobkowych, naruszanie wolności słowa i penalizację związków tej samej płci. Wezwała także Formułę 1 do egzekwowania standardów pracy. W odpowiedzi wskazano na poważne traktowanie przez serię wyścigową swoich obowiązków, a także misję Formuły 1, którą jest łączenie narodów i dzielenie pasji.

## Zwycięzcy Grand Prix Kataru
| Sezon | Kierowca       | Konstruktor                | Tor                          |        |
| ----- | -------------- | -------------------------- | ---------------------------- | ------ |
| 2021  | Lewis Hamilton | Mercedes                   | Losail International Circuit | Wyniki |
| 2023  | Max Verstappen | Red Bull Racing-Honda RBPT | Losail International Circuit | Wyniki |
| 2024  | Max Verstappen | Red Bull Racing-Honda RBPT | Losail International Circuit | Wyniki |

### Liczba zwycięstw

#### Kierowcy
- 2 – Max Verstappen
- 1 – Lewis Hamilton

#### Konstruktorzy
- 2 – Red Bull Racing
- 1 – Mercedes

#### Producenci silników
- 2 – Honda RBPT
- 1 – Mercedes